# Paolo Torelli (1576-1630)
Paolo Torelli (Montechiarugolo, 1576 - Rome, 3 avril 1630) est un archevêque catholique italien.

## Biographie
Paolo était fils de Pomponio, comte de Montechiarugolo et de sa femme, la noble Isabella Bonelli. En 1603, il renonça au comté de Montechiarugolo qui lui revenait par droit d’ainesse pour faire carrière dans l’Église. Il se rendit à Rome où il fut nommé prieur de l'église San Michele de Parme. Nommé consultant auprès du Saint-Office, il fut envoyé par le Pape Paul V à Malte en 1621 comme inquisiteur. Il prit le poste de collecteur apostolique au Portugal et en 1624 fut nommé archevêque de Rossano mais abandonna son mandat en 1629. Il mourut à Rome en 1630.